# Fantine Thó
Fantine Rodrigues Thó (Barra do Garças, Mato Grosso, 15 februari 1979) is een Braziliaanse zangeres, songwriter en yoga-instructeur. In 2002 won ze de talentenjacht Popstars en sloot ze zich aan bij de Braziliaanse meidengroep Rouge tot 2006, waarmee ze vier studioalbums uitbracht, Rouge (2002), C'est La Vie (2003), Blá Blah Blah (2004) en Thousand and a Night (2005). Van deze albums werden in totaal 6 miljoen exemplaren verkocht, daarmee werden ze de meest succesvolle vrouwelijke groep in Brazilië en een van de twintig groepen die wereldwijd het meest verkochten. In 2006 richtte zij de progressieve rockband Banda Thó op met haar broer Jonathan en een aantal vrienden. Aan het eind van 2007 kwam hieraan een eind, toen zij trouwde met een Nederlander en naar Nederland verhuisde.
Op 25 november 2009 bracht ze haar eerste EP, Rise, rechtstreeks op het SoundCloud-streamingplatform uit. In september 2013 deed ze auditie voor de  talentenjacht The voice of Holland, waarin drie van de vier coaches de stoel naar haar toe draaiden. Ze koos voor het team van de zanger Marco Borsato. In het vervolg kwam ze echter niet door de knock-out fase. Op 20 februari 2015 bracht ze haar eerste album onafhankelijk uit, Dusty But New, met negen nummers gecomponeerd door haar, waarvan echter geen enkele als single werd uitgebracht. In hetzelfde jaar werd ze, inmiddels gescheiden en terug in Brazilië, reporter voor de Do Brasil-portal, die videoreportages maakt voor Brazilianen die in Europa wonen. In 2016 richtte ze haar eigen yoga-centrum op, de Atma Mutriba, waar zij instructeur werd.
In 2017 keerde ze terug naar de Rouge-groep voor aanvankelijk vier shows als onderdeel van het Alice's Tea-project. Kort daarna startte ze in 2018 een tournee met de groep, naast het uitbrengen van een nieuwe single.